# Proteína adenosina-3 biosintética de purina trifuncional
la proteína adenosina-3 biosintética de purina trifuncional es una enzima que en humanos se encuentra codificada por el gen GART.
Esta proteína es un polipéptido trifuncional. Actúa como fosforibosilglicinamida formiltransferasa (EC 6.3.4.13), fosforibosilglicinamida sintetasa (EC 6.3.3.1) y como fosforibosilaminoimidazol sintetasa (EC 2.1.2.2), las tres actividades son necesarias para la biosíntesis de novo de las purinas.